# Can't Be Friends
"Can't Be Friends" é uma canção de R&B do artista americano Trey Songz. Foi lançada em Agosto de 2010 como o segundo single do seu quarto álbum de estúdio, Passion, Pain & Pleasure. A canção foi produzida por Mario Winans e escrita por Winans e Songz. A letra mostra Trey Songz explicando um rompimento ruim entre ele e sua namorada e como eles não podem ser apenas amigos depois que ele se apaixonou por ela.

## Desempenho nas paradas
| Parada                            | Posicao |
| --------------------------------- | ------- |
| Billboard Hot 100                 | 43      |
| Hot R&B/Hip-Hop Songs (Billboard) | 1       |